# Natalia Girard
María Natalia Girard Sánchez (Portland, 15 de enero de 1982) es una periodista y presentadora de televisión estadounidense-boliviana.
Es hija de padre argentino y madre boliviana (cruceña). Se trasladó a vivir a Bolivia siendo muy niña. Comenzó sus estudios escolares en 1988, acabando el bachillerato en el colegio Santísima Trinidad de La Paz el año 1999.
En el 2000 ingresó a la carrera de comunicación social en la Universidad San Francisco de Asís (USFA), graduándose como periodista el año 2005.
El ingreso de Girard a la televisión ocurrió en el año 1997, con sólo 15 años de edad, como presentadora de un programa cultural en Sitel (Canal 21). Posteriormente conduciría un programa musical en la misma casa televisiva. El año 2000 conduce un programa de ciencia y tecnología denominado Mundo.net por la Red PAT.
En 2003 pasó a ser presentadora de noticias en la cadena televisiva Bolivisión. Tiempo después ocupó el cargo de directora de la carrera de comunicación de la USFA. Trabajó en Bolivisión hasta el año 2007.
En 2007 se incorporó a la Red Unitel como presentadora de noticias y como coconductora de la revista de la mañana. Girard permaneció por un lapso de tiempo de 5 años en el canal. En mayo de 2012, y por motivos personales, deja la Red Unitel.
El 2 de julio de 2012 ingresa en las pantallas de la Red PAT como presentadora del noticiero central. Trabajó en ese medio por otros 5 años más, hasta el 31 de marzo de 2017. Ese mismo año volvió nuevamente a los noticieros de la Red Unitel, donde permanece hasta agosto de 2021.

El 21 de diciembre de 2018, Natalia Girard contrae matrimonio con Luis Trigo, desde 2021 ambos residen en Estados Unidos.
El 6 de junio de 2022, Girard forma parte en Univision y se integra como presentadora de Univision Southwest Florida en "Noticias WINK”, un noticiero local para la comunidad hispana al suroeste de Florida, Estados Unidos.￼